# Afrixalus septentrionalis
Afrixalus septentrionalis е вид жаба от семейство Hyperoliidae. Видът не е застрашен от изчезване.

## Разпространение
Разпространен е в Кения и Танзания.

## Описание
Популацията на вида е стабилна.